# 往来右京
往来 右京（おうらい/おく/ゆきき うきょう、生没年不詳）、または往来 左京（さきょう）は、戦国時代の人物。紀州根来寺に属し、三好実休を討ち取ったとして知られる。

## 名前について
『蜷川家記』に「往来右京」、『佐武伊賀働書』や『足利季世記』、『続応仁後記』に「往来左京」と記される。
『常山紀談』には「根来左京」と書かれ、『畠山記』（隅田能章氏所蔵本）の永禄4年（1561年）や永禄12年（1569年）の記述には、根来寺に所属する人物として「大来（くる）左京亮友章」または「大来左京亮友童（あき）」の名が記されている。
本項では文献からの引用箇所を除き、「往来右京」として記述する。

## 経歴
佐武伊賀守（義昌）が著した『佐武伊賀働書』に右京の姿が現れる。弘治元年（1555年）、根来山内の蓮花谷と菩提谷の間で争いが起き、蓮花谷に属する子院の行人である佐武伊賀守が敵方の右京と槍を合わせている。右京について『働書』には「三善実体ノクビヲ取申、往来左京ト申仁」とあり、伊賀守は、鎧の袖に槍が引っかかったため右京を突き倒せなかったと記している。
『佐武伊賀働書』に登場する根来寺の関係者は23人おり、その内の7人は俗名で、僧籍になかったものとみられる。根来寺に属する俗名の人物には中間として従属する者の他、ある程度の自立性を持った「惣客」として根来寺境内に居住する者がいた。右京はその「惣客」の1人と考えられる。
永禄5年（1562年）3月5日、和泉国久米田（大阪府岸和田市）で三好実休率いる軍勢と畠山勢・根来寺衆が合戦を行い、実休は戦死した（久米田の戦い）。『長享年後畿内兵乱記』には、実休は鉄砲で撃たれたとあり、『蜷川家記』には「根来寺往来右京」が実休の首を取ったと記されている。また、『足利季世記』や『続応仁後記』では「往来左京」が実休を槍で突き落として首を取ったとされている。長江正一は、実休が鉄砲で負傷したところを右京が討ったとしているが、右京が実休を狙撃したとの見方もある。
泉南郡八木村大字小松里（1914年当時。現在の岸和田市小松里町）には三好実休の墓があり、小径を挟んでその南手には右京の墓がある。これらの墓について、実休の家の子・某が敵の元に赴いて右京の首を取って帰り、実休の墓に供えたとの言い伝えがある。